# Brigitte Chamarande
Pour les articles homonymes, voir Chamarande (homonymie).
Brigitte Chamarande est une actrice française, née le 30 décembre 1955 à Paris et morte dans la même ville le 14 mars 2022.

## Biographie
Fille de l'actrice Amarande (de son vrai nom Marie-Louise Chamarande), Brigitte Chamarande naît en 1955. Elle a un frère aîné, Sylvain, également acteur.
Elle meurt d'un cancer des os le 14 mars 2022, trois jours après sa mère et quatre mois après son frère.

## Théâtre
- 1976 : Boeing Boeing de Marc Camoletti, mise en scène Christian-Gérard, Comédie-Caumartin : Judith

## Filmographie

### Cinéma
- 1978 : Les Bidasses au pensionnat de Michel Vocoret : une fille
- 1979 : Le Mouton noir de Jean-Pierre Moscardo : la seconde vendeuse
- 1980 : Tous vedettes de Michel Lang
- 1983 : Debout les crabes, la mer monte ! de Jean-Jacques Grand-Jouan : Taxi jaune
- 1984 : Ôte-toi de mon soleil de Marc Jolivet : l'antiquaire
- 1984 : Ne quittez pas de Sophie Schmit (court-métrage) : Caroline
- 1985 : Subway de Luc Besson : la fille du préfet
- 1986 : The Frog Prince de Brian Gilbert : Dominique
- 1988 : L'Étudiante de Claude Pinoteau : Claire
- 1990 : Jours tranquilles à Clichy de Claude Chabrol
- 1991 : La Contre-allée d'Isabel Sebastian : Manu
- 1992 : Betty de Claude Chabrol : Odette
- 1992 : Le Zèbre de Jean Poiret : Anne
- 1992 : Tableau d'honneur de Charles Nemes : la speakerine
- 1998 : La voie est libre de Stéphane Clavier : Lucie
- 2004 : La Demoiselle d'honneur de Claude Chabrol : Madame Soupin
- 2004 : Clau Clau l'oiseau (court-métrage) : Danièle
- 2018 : Normandie nue de Philippe Le Guay : Josy
- 2021 : Flashback de Caroline Vigneaux : Françoise

### Télévision

#### Téléfilms
- 1981 : La Guerre des chaussettes : Caroline
- 1987 : Tailleur pour dames : Rosa
- 1992 : La Femme à l'ombre : Paquita
- 1994 : Le Dernier Tour : Françoise
- 1994 : La Corruptrice de Bernard Stora : Mme Bollard
- 1995 : Ce que savait Maisie : Marthe
- 1996 : Le Fou de la tour : Nicole
- 1997 : La Puce à l'oreille : Antoinette
- 1999 : Voleur de cœur : Clémentine
- 2003 : Rien ne va plus : Martine
- 2004 : La Ronde des Flandres d'André Chandelle : Claire
- 2015 : La Tueuse caméléon de Josée Dayan : Sandra Bayet

Au théâtre ce soir
- 1976 : Le Moulin de la galette de Marcel Achard, mise en scène Max Fournel, réalisation Pierre Sabbagh, théâtre Marigny : Lulu
- 1977 : La Bagatelle de Marcel Achard, mise en scène Jean Meyer, réalisation Pierre Sabbagh, théâtre Marigny : Elsé
- 1977 :  Les Petits Oiseaux d'Eugène Labiche et Alfred Delacour, mise en scène René Dupuy, réalisation Pierre Sabbagh, théâtre Marigny : Prudence
- 1978 : La Fessée de Jean de Létraz, mise en scène Jacques Mauclair, réalisation Pierre Sabbagh, théâtre Marigny : Liliane
- 1978 : Le Sac d'André Lang, mise en scène Jacques Ardouin, réalisation Pierre Sabbagh, théâtre Marigny : Angélique

#### Séries télévisées
- 1980 : Les Amours des années folles, épisode François et la Liberté : Odette
- 1980 : Les Cinq Dernières Minutes, épisode  La Boule perdue de Claude Loursais : Léo
- 1981 : Anthelme Collet ou le Brigand gentilhomme : Maria Bella
- 1981 : Les Amours des années grises, épisode Joli Cœur : Amanda
- 1982 : Les Cinq Dernières Minutes, épisode Impasse des brouillards de Claude Loursais : la dame du vestiaire
- 1983 : Médecins de nuit, épisode La Dernière Nuit d'Emmanuel Fonlladosa : l'infirmière bloc
- 1987 : Hôtel de police, épisode Ascendant balance : Caroline
- 1988 : Le Loufiat de Michel Boisrond : Anne
- 1990 : Sentiments, épisode  Notre Juliette : la stagiaire
- 1998 : Deux Flics, épisode Les Revenants : la commissaire Auric
- 1999 : Joséphine, ange gardien, épisode Une nouvelle vie
- 1999 : Les Bœuf-carottes, épisode Haute Voltige : Hélène Coinx
- 2000 : Marc Eliot, épisode Gâche pas ta vie : Cécile Pachet
- 2000 : Julie Lescaut, épisode Délit de justice de Daniel Janneau : Mme Berthier
- 2003-2007 : Diane, femme flic, épisode  : Marie-Laure
- 2006 : Ange de feu : Anne Leprince
- 2006 : Louis la Brocante, épisode Louis et la Fin des abricots : Yvette
- 2008 : Paris, enquêtes criminelles, épisode Un cri dans la nuit : Armelle Leclerc
- 2008 : Les Bougon, épisode Pétards et Artifices : Mme Chabot
- 2009 : Section de recherches, épisode  Surf : Carole